# Zimiromus penai
Zimiromus penai Platnick & Shadab, 1976 è un ragno appartenente alla famiglia Gnaphosidae.

## Etimologia
Il nome della specie è in onore dell'entomologo L. Peña che raccolse i primi esemplari di questa specie nel marzo 1975.

## Caratteristiche
L'olotipo femminile rinvenuto ha lunghezza totale è di 4,76mm; la lunghezza del cefalotorace è di 1,98mm; e la larghezza è di 1,58mm.

## Distribuzione
La specie è stata reperita nell'Ecuador meridionale: l'olotipo femminile è stato rinvenuto presso Nieves, lungo il Rio Leon, appartenente alla provincia di Loja.

## Tassonomia
Al 2016 non sono note sottospecie e dal 1976 non sono stati esaminati nuovi esemplari.